# Zosterops
Zosterops es un género de aves denominados anteojitos u ojiblancos, colocado tradicionalmente en la familia Zosteropidae. 
Es el género con mayor número de especies de su familia. Sus miembros se encuentran en las regiones afrotropical, indomalaya y Australasia. Los anteojitos típicos miden entre los 8 y 15 cm. Su principal característica es su llamativo anillo ocular de pequeñas plumas alrededor del ojo, aunque algunas especies carecen de él. Entre las especies del grupo hay variaciones respecto a las adaptaciones estructurales de la lengua.

## Filogenia
Actualmente se reconocen unas noventa especies:
- Zosterops semiflavus † - anteojitos de la Marianne;
- Zosterops mouroniensis - anteojitos de la Gran Comora;
- Zosterops chloronothos - anteojitos verde de Mauricio;
- Zosterops olivaceus - anteojitos de Reunión;
- Zosterops mauritianus - anteojitos gris de Mauricio;
- Zosterops borbonicus - anteojitos de las Mascareñas;
- Zosterops emiliae - anteojitos ojinegro (otros lo sitúan en el género Chlorocharis);
- Zosterops erythropleurus - anteojitos flanquirrufo;
- Zosterops japonicus - anteojitos japonés;
- Zosterops montanus - anteojitos montano (subespecie del anterior o especie, según autores);
- Zosterops simplex - anteojitos de Swinhoe (subespecie Z. japonicus o especie, según autores);
- Zosterops salvadorii - anteojitos de Enggano;
- Zosterops auriventer - anteojitos de Hume (subespecie Z. palpebrosus o especie, según autores);
- Zosterops meyeni - anteojitos filipino;
- Zosterops palpebrosus - anteojitos oriental;
- Zosterops melanurus - anteojitos de Sangkar (subespecie Z. palpebrosus o especie, según autores);
- Zosterops ceylonensis - anteojitos cingalés;
- Zosterops rotensis - anteojitos de la Rota;
- Zosterops conspicillatus - anteojitos embridado;
- Zosterops semperi - anteojitos de las Carolinas;
- Zosterops hypolais - anteojitos liso;
- Zosterops atricapilla - anteojitos capirotado;
- Zosterops everetti - anteojitos de Everett;
- Zosterops nigrorum - anteojitos amarillento;
- Zosterops wallacei - anteojitos ojigualdo;
- Zosterops flavus - anteojitos amarillo;
- Zosterops chloris - anteojitos ventrilimón;
- Zosterops citrinella - anteojitos pálido;
- Zosterops consobrinorum - anteojitos ventripálido;
- Zosterops grayi - anteojitos de la Gran Kai;
- Zosterops uropygialis - anteojitos de la Pequeña Kai;
- Zosterops anomalus - anteojitos anómalo;
- Zosterops atriceps - anteojitos moluqueño;
- Zosterops nehrkorni - anteojitos de la Sangihe;
- Zosterops atrifrons - anteojitos frentinegro;
- Zosterops somadikartai - anteojitos de las Togian;
- Zosterops stalkeri - anteojitos de Seram;
- Zosterops minor - anteojitos menor;
- Zosterops meeki - anteojitos goliblanco;
- Zosterops hypoxanthus - anteojitos de las Bismarck;
- Zosterops mysorensis - anteojitos de la Biak;
- Zosterops fuscicapilla - anteojitos de las Arfak;
- Zosterops buruensis - anteojitos de Buru;
- Zosterops kuehni - anteojitos de Ambon;
- Zosterops novaeguineae - anteojitos papú;
- Zosterops metcalfii - anteojitos goliamarillo;
- Zosterops natalis - anteojitos de la Christmas;
- Zosterops luteus - anteojitos australiano;
- Zosterops griseotinctus - anteojitos de las Luisiadas;
- Zosterops rennellianus - anteojitos de la Rennell;
- Zosterops vellalavella - anteojitos de la Vella Lavella;
- Zosterops luteirostris - anteojitos de la Gizo;
- Zosterops splendidus - anteojitos espléndido;
- Zosterops kulambangrae - anteojitos de las Salomón;
- Zosterops tetiparius - anteojitos de la Tetepare;
- Zosterops murphyi - anteojitos de Murphy;
- Zosterops rendovae - anteojitos gorjigrís;
- Zosterops stresemanni - anteojitos de la Malaita;
- Zosterops sanctaecrucis - anteojitos de las Santa Cruz;
- Zosterops gibbsi - anteojitos de Vanikoro;
- Zosterops samoensis - anteojitos de Samoa;
- Zosterops explorator - anteojitos de Fiyi;
- Zosterops flavifrons - anteojitos frentigualdo;
- Zosterops minutus - anteojitos menudo;
- Zosterops xanthochroa - anteojitos dorsiverde;
- Zosterops lateralis - anteojitos dorsigrís;
- Zosterops tenuirostris - anteojitos picofino;
- Zosterops strenuus † - anteojitos robusto;
- Zosterops albogularis † - anteojitos pechiblanco;
- Zosterops inornatus - anteojitos sencillo;
- Zosterops cinereus - anteojitos cenizo;
- Zosterops ponapensis - anteojitos de Ponapé;
- Zosterops oleagineus - anteojitos de Yap;
- Zosterops finschii - anteojitos de Finsch;
- Zosterops socotranus - anteojitos de Socotra (subespecie Z. abyssinicus o especie, según autores);
- Zosterops ficedulinus - anteojitos de Príncipe;
- Zosterops griseovirescens - anteojitos de Annobón;
- Zosterops feae - anteojitos pequeño de Santo Tomé;
- Zosterops lugubris - anteojitos de Santo Tomé;
- Zosterops leucophaeus - anteojitos plateado;
- Zosterops mbuluensis - anteojitos Mbulu (subespecie Z. poliogastrus o especie, según autores);
- Zosterops abyssinicus - anteojitos abisinio;
- Zosterops flavilateralis - anteojitos keniano (subespecie Z. abyssinicus o especie, según autores);
- Zosterops modestus - anteojitos de Seychelles;
- Zosterops aldabrensis - anteojitos de Aldabra (subespecie Z. maderaspatanus o especie, según autores);
- Zosterops kirki - anteojitos de Kirk;
- Zosterops mayottensis - anteojitos de la Mayotte;
- Zosterops maderaspatanus - anteojitos malgache;
- Zosterops silvanus - anteojitos de los Taita;
- Zosterops winifredae - anteojitos serrano de las Pare (subespecie Z. poliogastrus o especie, según autores);
- Zosterops pallidus - anteojitos del Orange;
- Zosterops virens - anteojitos de El Cabo;
- Zosterops anderssoni - anteojitos amarillo (subespecie Z. senegalensis o especie, según autores);
- Zosterops melanocephalus - anteojitos del Camerún;
- Zosterops brunneus - anteojitos de Fernando Póo;
- Zosterops stenocricotus - anteojitos forestal;
- Zosterops poliogastrus - anteojitos serrano;
- Zosterops kikuyuensis - anteojitos kikuyu;
- Zosterops eurycricotus - anteojitos serrano del Kilimanjaro (subespecie Z. poliogastrus o especie, según autores);
- Zosterops senegalensis - anteojitos senegalés;
- Zosterops stuhlmanni - anteojitos verdoso (subespecie Z. senegalensis o especie, según autores);
- Zosterops vaughani - anteojitos de Pemba.